# Raumati South
Raumati South est une communauté côtière située dans le la côte de Kapiti de l’Île du Nord de la Nouvelle-Zélande.

## Situation
Elle est localisée à 50 km au nord-ouest de la capitale Wellington, et immédiatement au sud de la localité de Raumati Beach et au sud-ouest de celle de Paraparaumu.
Le secteur de Maungakotukutuku est localisée un peu en dedans dans les terres.

## Toponymie
"Raumati" est le mot en langage Maoro pour : l’ été ("summer").
En 1912, Herbert et William Eatwell avaient nommé l’emplacement Kawatiri, mais le nom fut changé pour le nom actuel en 1934 parce qu’une place avait le même nom dans la région de  Tasman.

Vers le sud de la ville, entre elle et la localité connue maintenant sous le  nom de la ville de Paekakariki, se trouve le parc Queen Elizabeth (en), un parc régional de 638 hectares utilisé pour les prises de vues du film  The Lord of the Rings: The Return of the King, qui représentait le Bataille des Champs du Pelennor.
Raumati South est connu pour le nombre important de ses résidents recherchant un mode de vie alternatif et des comportements artistiques.
Le principal fournisseur d’éducation primaire est l’école de "Raumati South Primary School".
Il y a aussi une école de pédagogie Steiner-Waldorf appelée :'Te Rā' localisée sur Poplar Avenue.

## Démographie
Le secteur statistique de Raumati South couvre 5,42 km2.
Il a une population estimée à 3 990 habitants en juin 2024 avec une densité de population de 736 personne par km2.
Avant le recensement de 2023, Raumati South avait des limites plus larges, couvrant une surface de 5,65 km2.
En utilisant ces limites , la localité de Raumati South avait une population de 3 753 habitants lors du recensement néo-zélandais de 2018, en augmentation de 159 personnes (4,4 %) depuis le recensement néo-zélandais de 2013 et une augmentation de 207 personnes (5,8 %) depuis le recensement de 2006 en Nouvelle-Zélande.
Il y avait 1 416 logements, comprenant 1 827 hommes et 1 923 femmes, donnant un sexe-ratio de 0,95 homme pour une femme.
L’âge médian était de 42,8 ans (comparé avec les 37,4 ans au niveau national), avec 828 personnes (22,1 %) âgées de moins de 15 ans, 504 personnes (13,4 %) âgées de 15 à 29 ans, 1 914 perssonnes (51,0 %) âgées de 30 à 64 ans et 504 personnes (13,4 %) âgées de 65 ans ou plus.
L’ethnicité était pour 91,4 % des personnes :européens/Pākehās, 11,7 % Māori de Nouvelle-Zélande Māoris, 3,7 % personnes originaires de l’océan Pacifique (en), 3,4 % d’origine Asiatique (en), et 2,3 % d’une autre ethnicité.
Les personnes peuvent s’identifier avec plus d’une ethnicité en fonction de l’origine de leurs parents.
Le pourcentage de personnes née outre-mer était de 24,3 %, comparé avec les 27,1 % au niveau national.
Bien que certaines personnes choisissent de ne pas répondre aux questions du recensement à propos de leur affiliation religieuse, 61,5 % n’ont aucune religion, 26,2 % sont chrétiens (en), 0,2 % ont des croyances religieuses Māori (en), 0,6 % sont hindouistes (en) , 0,2 % sont musulmans, 0,7 % sont bouddhistes (en) et 2,6 % ont une autre religion.
Parmi ceux d’au moins 15 ans d’âge, 903 personnes (30,9 %) ont une licence ou un degré universitaire supérieur et 297 personnes (10,2 %) n’ont aucune qualification formelle.
Le revenu médian était de 36,900 $, comparé avec les 31,800 $ au niveau national. 723 personnes (24,7 %) gagnent plus de 70,000 $ comparé avec les 17,2 % au niveau national.
Le statut d’emploi de ceux d’au moins 15 ans d’âge était pour 1 482 personnes (50,7 %): un emploi à plein temps, pour 474 personnes (16,2 %) un emploi à temps partiel et 108 personnes (3,7 %) sont sans emploi .

## Parcs et sports
Des courts de tennis furent construits par Bert Eatwell dans la localité de Raumati South (puis de Kawatiri) vers 1930.
Le premier club de tennis dans Raumati South fut établi au milieu des années 1940.
Un club de boules fut aussi établi dans Raumati South en 1945 mais ne fonctionne plus.
Un club de surf fut établi dans Raumati South en 1955.

## Éducation
- L‘école de Raumati South est une école primaire ,publique , mixte , accueillant les élèves des années 1 à 8 [5],[6] avec un effectif de 394 élèves en août 2024 [7].

- L’école Te Rā est une école mixte intégrée au publique , assurant le primaire , allant de l’année 1 à 8 [8],[9] avec un effectif de 162 élèves[10].